# Stara Lipa (Pozsega)
Stara Lipa (1900-ig Lipa, 1910-től 1931-ig Požeška Lipa) falu Horvátországban, Pozsega-Szlavónia megyében. Közigazgatásilag Pozsegához tartozik.

## Fekvése
Pozsegától 5 km-re nyugatra, a Pozsegai-medencében, Jaguplije, Nova Lipa és Emovacki Lug között fekszik. A falutól 1 km-re délre folyik nyugati irányból kelet felé az Orljava, amely a vízfolyások szabályozásával és a töltés átadásával ma már új megjelenést mutat. A termékeny mezőket és réteket elhagyva, csendesen folyik Pozsega felé és tőle délre ömlik a Szávába.

## Története
A település már a középkorban is létezett. 1302-ben „Lypye”, 1310-ben „Poss. Lypia”, 1443-ban „Lipye” alakban szerepel a korabeli forrásokban. Pozsega várának uradalmához tartozott. A török uralom idejében horvát katolikusok lakták, akik mellé szerbek települtek. 1698-ban „Lippa” néven 6 portával szerepel a török uralom alól felszabadított szlavóniai települések összeírásában. 1702-ben 6, 1760-ban 23 ház állt a településen.
Az első katonai felmérés térképén „Dorf Lipa” néven látható. Lipszky János 1808-ban Budán kiadott repertóriumában „Lippa” néven szerepel. Nagy Lajos 1829-ben kiadott művében „Lippa” néven 34 házzal, 159 katolikus és 62 ortodox vallású lakossal találjuk.
1857-ben 226, 1910-ben 307 lakosa volt. 1910-ben a népszámlálás adatai szerint lakosságának 67%-a horvát, 16%-a szerb, 13%-a magyar anyanyelvű volt. Pozsega vármegye Pozsegai járásának része volt. Az első világháború után 1918-ban az új szerb-horvát-szlovén állam, majd később (1929-ben) Jugoszlávia része lett. 1991-ben lakosságának 83%-a horvát, 16%-a szerb nemzetiségű volt. A délszláv háború idején a települést nem érték el a harci cselekmények. A helyi védelmi erők az Ugarcitól 3 km-re létesített őrhelyeken láttak el szolgálatot. Néhányan a horvát fegyveres erőkhöz is csatlakoztak, de közülük szerencsére senki sem áldozta életét.
A háború után folytatódott a településfejlesztés. 1996-ban a falut bekapcsolták a telefonos hálózatba. Donji Emovci irányában 3 km hosszúságban aszfaltozták az utat. Új autóbuszjárat is létesült a Pozsega-Ugarci vonalon, melynek elsősorban a tanulók örültek, mivel a háború előtt még gyalog jártak az Orljaván át az 1,7 km-re fekvő Bresztovácra. Az új járattal az alsósok ma már a nova lipai négyosztályos iskolába járhatnak. Bővítették a temetőt is, ahova új ravatalozót építettek. A településnek 2001-ben 213 lakosa volt.

## Lakossága
| Lakosság változása | Lakosság változása | Lakosság változása | Lakosság változása | Lakosság változása | Lakosság változása | Lakosság változása | Lakosság változása | Lakosság változása | Lakosság változása | Lakosság változása | Lakosság változása | Lakosság változása | Lakosság változása | Lakosság változása | Lakosság változása |
| ------------------ | ------------------ | ------------------ | ------------------ | ------------------ | ------------------ | ------------------ | ------------------ | ------------------ | ------------------ | ------------------ | ------------------ | ------------------ | ------------------ | ------------------ | ------------------ |
| 1857               | 1869               | 1880               | 1890               | 1900               | 1910               | 1921               | 1931               | 1948               | 1953               | 1961               | 1971               | 1981               | 1991               | 2001               | 2011               |
| 226                | 196                | 187                | 246                | 244                | 307                | 343                | 344                | 310                | 304                | 315                | 228                | 213                | 186                | 219                | 213                |

## Nevezetességei
Szent Fülöp és Jakab apostoloknak szentelt kápolnája az 1980-as években épült, búcsúünnepét május első vasárnapján tartják. Egyébként a kápolnában csak havonta egyszer mondanak misét. A Szent Anna plébániatemplom az innen 5 km-re északnyugatra fekvő Skenderovcin található, ahová a helyiek vasárnaponként eljárnak.

## Oktatás
Az alsó tagozatos tanulók Nova Lipára, a felsősök Pozsegára járnak iskolába.

## Sport
Az NK Lipa labdarúgóklubot 1974-ben alapították, a megyei második ligában szerepel.